# Jacob Stuber

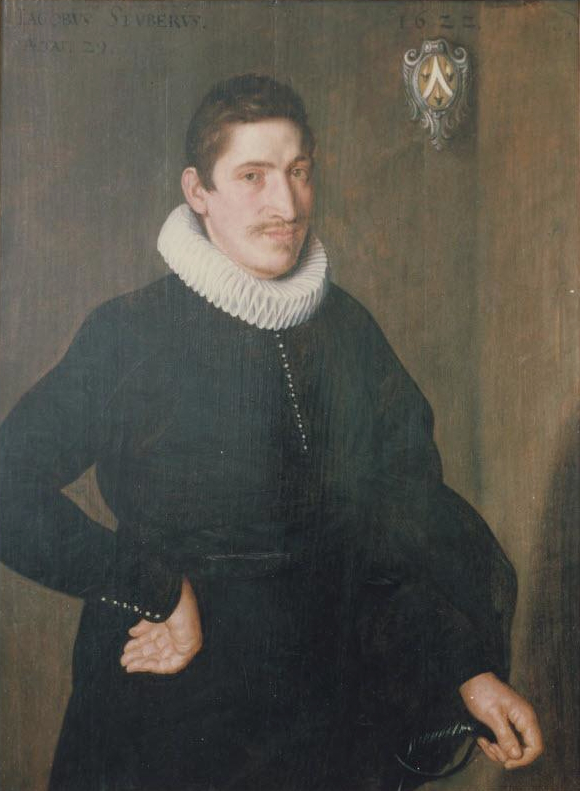
Jacob Stuber, Bildnis von Bartholomäus Sarburgh (1622)

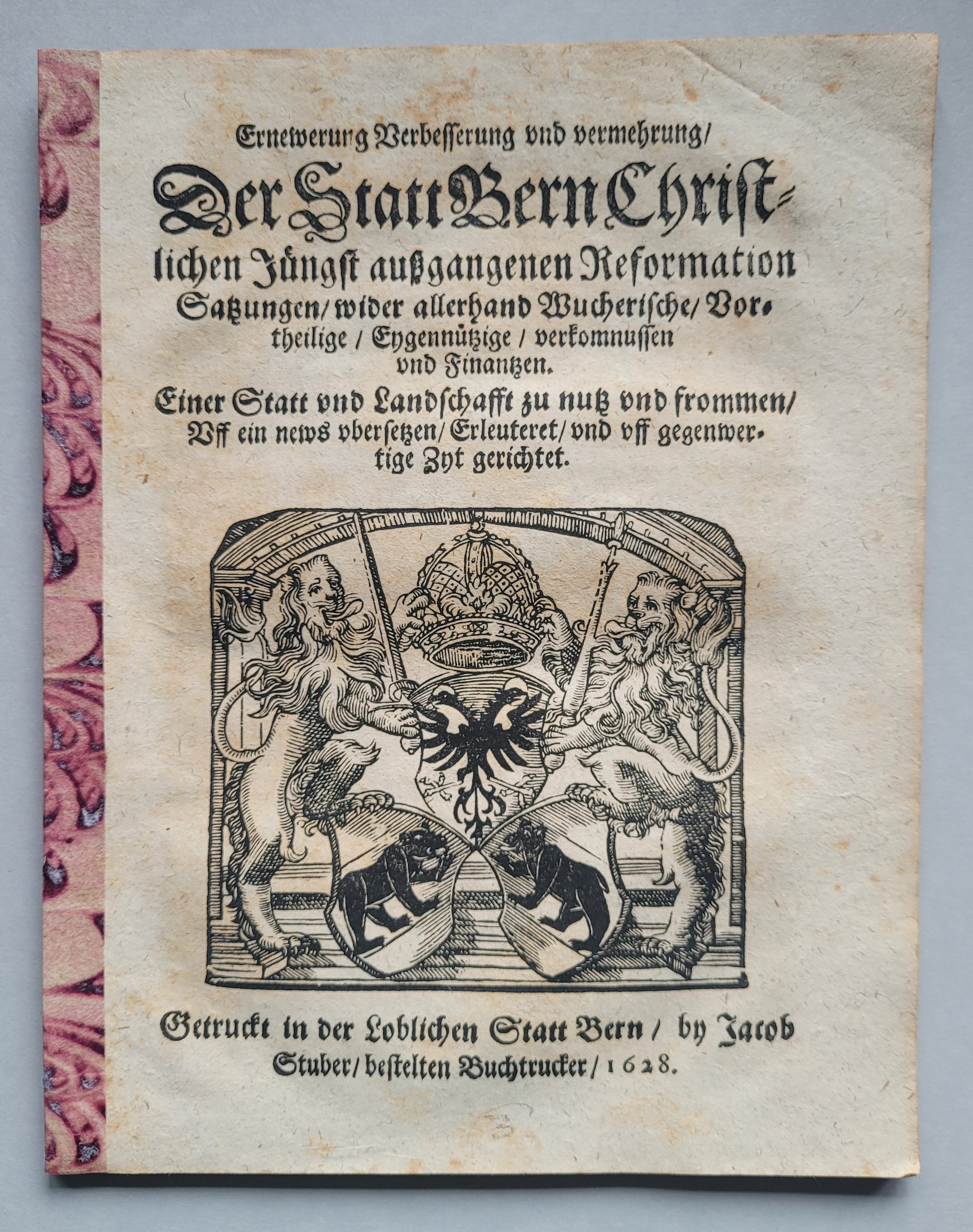
Titelblatt Ernewerung Verbesserung und vermehrung / Der Statt Bern Christ- / lichen Jüngst außgangenen Reformation / Satzungen wider allerhand Wucherische Vor- / theilige Eygennützige verkomnussen / und Finantzen. Gedruckt bei Jacob Stuber (1628)

Jacob Stuber (* 1592; † 1667/1668) war ein in Bern tätiger Buchbinder und Buchdrucker.
Jacob Stuber war der Sohn des Buchbinders Johann Jakob Stuber und der Margaretha Schmid. Er war wie sein Vater als Buchbinder tätig. Der Kleine Rat ernannte Stuber und Christoph Lüthardt zunächst zu Druckerherren (Zensoren), kurz darauf erhielten sie den Auftrag, mit Abraham Weerli, dem amtierenden bernischen obrigkeitlichen Drucker, abzurechnen und die Obrigkeitliche Druckerei zuhanden des Staats zu übernehmen. In der Folge wurde Stuber Konzessionär der Obrigkeitlichen Druckerei. Er hielt diese Position bis 1635 inne. Stuber druckte 1623 das erste Werk der Hebamme Marie Colinet, ab 1625 Michael Stettlers Chronik. 1631 amtete Stuber als Stubenmeister der Gesellschaft zu Mittellöwen, 1632 wurde er Mitglied des Grossen Rats der Stadt Bern. 1637 war er Verwalter des bernischen Kaufhauses und 1654 Welschweinschenk.